# Ice Towers (Toronto)
Die Ice Towers sind zwei Wohn-Hochhäuser in der kanadischen Stadt Toronto, Ontario. Die Gebäude stehen in der Nähe der Yorkstreet und der Sportarena Rogers Centre. Die komplette Fertigstellung der von dem kanadischen Immobilienunternehmen Cadillac Fairview gebauten Gebäude war im Jahr 2016. Dabei wurde das West Gebäude 2014 fertiggestellt. Angeregt durch einen skandinavischen Baustil stehen sie auf einem fünfstöckigen Podium und verfügen über einen großen Spa-Wellnessbereich mit Pools, Sauna, Fitnessstudio, sowie Cafés und Restaurants im Podiumbereich.